# Radio Bienvenue Strasbourg
Pour les articles homonymes, voir RBS.
Radio Bienvenue Strasbourg  dit  RBS est une radio locale associative, qui émet sur Strasbourg depuis 1980. D’abord radio pirate, elle obtient sa première autorisation officielle d’émettre en mars 1982 sur la bande FM.

## Histoire
Fondée en 1979 comme radio libre, ses créateurs d'ex-soixant'huitards, traqués par la police, émettent avec un râteau en guise d'antenne dans une vieille camionnette garée en haut du Mont Sainte Odile

Les premières émissions ont lieu les mercredis soirs à 20h30, puis tous les soirs de 18h à 20h30 (sauf le dimanche).
La fréquence varie entre 100 et 104 MHz, et la grille des programmes reflète l’esprit des radios libres des années 1980 : une large place est laissée aux débats spontanés et à l’improvisation. Côté musical, du punk à la New Wave.
En mars 1982, RBS obtient une autorisation d'émettre sur la bande FM 91.9 à Strasbourg.
En 1984, la station émet de 8h à 24h et se structure davantage.
En 1986, RBS perd pour deux ans sa principale source de revenu, le FSER (Fond de soutien à l'expression radiophonique).
Dans les années 90, RBS devient plus musicale et moins engagée. Elle déménage, renouvelle son équipe et remplace le rock par la techno et le rap. Il faudra plusieurs années pour attirer un nouvel auditoire, plus jeune.
Entre 2002 et 2005, en raison de suspensions de subventions et d'erreurs de gestion, la radio est placée en redressement judiciaire. Le jugement est favorable, RBS obtient huit ans pour éponger un passif de 130000 € et passe de dix salariés à deux, dont un à temps partiel.
Radio Bienvenue Strasbourg (RBS) reste aujourd’hui une radio associative et non commerciale qui se définit comme « la voix des sans-voix », Principalement orientée vers la musique — hip-hop, soul, reggae ou encore électro — elle propose également une matinale, des bulletins d’information et de nombreuses chroniques consacrées à la vie culturelle et sportive locale. Avec ses nombreuses émissions diffusées le week-end, RBS joue aussi un rôle clé auprès des communautés étrangères de Strasbourg, notamment africaines, portugaises, espagnoles et turques.
Les studios sont situés Place Kléber, en plein cœur de la ville.
De nombreux événements sont réalisés par la radio : avant-premières de films, soirées DJs, actions culturelles...

### Emissions historiques
- « Juke Box », les samedis après-midi dans les années 80 : Un hit-parade régional des groupes de rock underground et locaux. Avec des interviews et parfois des concerts improvisés dans les sous-sols de la station. Emission présentée par Jean-Paul Demeusy
- « Radio Café » : émission en public dans les années 80, l'entrée payante permet de financer l'émission
- « Bal des Schizos » : les samedis soir durant une dizaine d'années par Richard Martin
- « Rose cochon, qualité fraîcheur » : animée par Hervé Rinck
- « Intramusiques » : animée par Pierre Durr
- « Déjeuner sur les ondes » : animée par Aurore Humbert
- « Radio libre » animée par Stéphane Bossler : de 1998 à 2007
- « Hip hop history » animée par Wintell : 2005 à ...
- « Planète Racing » : depuis le 11 janvier 2010
- « Le Morning de Talri » : depuis 2012
- « Ghetto Blaster» : depuis 1990 a 1995
- « Soleil Noir » animée tous les dimanches soir par Nono et Djul
- «Historique incomplet»
- «Entresol, une émission entre ciel et terre» animée par Claire Servajean et les étudiants du CUEJ [5],[6].